# Tamchekett
Tamchekett (arabisch تامشكط) ist eine Stadt in der Region Hodh El Gharbi von Mauretanien und Hauptstadt des Départements Tamchekett.

## Geographie
Der Hauptort der Gemeinde Tamchekett liegt 567 Kilometer östlich von Nouakchott auf etwa 190 m Meereshöhe nördlich des zentralen Hochplateaus im Becken El Hodh, das einen großen Teil des Südostens von Mauretanien einnimmt.

## Bevölkerung
Die Bevölkerungszahl der Gemeinde hat in den Jahren 2000 bis 2023 von 1915 auf 4996 Einwohner zugenommen. Der Hauptort selbst hat 4589 Einwohner (2023). Daneben gibt es noch den bewohnten Ort Tweimirt.

## Persönlichkeiten
- Fatimatou Abdel Malick (* 1958), Politikerin
- Zeine Ould Zeidane (* 1966), Politiker und Wirtschaftswissenschaftler